# Ardisia contrerasii
Ardisia contrerasii är en viveväxtart som beskrevs av C.L. Lundell. Ardisia contrerasii ingår i släktet Ardisia och familjen viveväxter. Inga underarter finns listade i Catalogue of Life.